# Тютюн крилатий
Тютюн крилатий (Nicotiana alata) — вид рослин роду тютюн.
Багаторічні трав'яні рослини. Тютюн крилатий родом із Південної Америки (Бразилія) і досить широко культивується як декоративна рослина. Досягають 60–100 см заввишки.
В основному вирощується як декоративна рослина, і має похідні численні сорти і гібриди з усякими оригінальними барвами квіток (але мають слабший аромат). Рослини тендітні, але мають чудовий вечірній аромат, відчутний до ночі. Більшість сортів цвітуть другій половині дня й до вечора.
Добре росте на удобрених ґрунтах. Любить світло й полив. Насіння дуже дрібне. Розмножується головно самосівом, і інколи так успішно, що доводиться вживати заходів, як до бур'янів.

## Опис
Це однорічна залозисто запушена рослина з цілісними довгасто-ланцетними сидячими листками, розташованими на стеблі почергово, а квітки зібрані у верхівкові волотеподібні суцвіття. Прикореневі листки овально-еліптичні. Віночок з довгою трубкою. Оцвітина подвійна, п'ятичленна. Чашечка зрослолиста, з п'ятьма зубчиками, один з яких трохи більший за інші. Формула квітки: {\displaystyle \ast K_{5}\;C_{5}\;A_{5}\;G_{2}}. Плід тютюну- коробочка з численним дрібним насінням.

## Деякі різновиди
- Nicotiana alata f. rubella Moldenke, 1947
- Nicotiana alata var. grandiflora Comes, 1899
- Nicotiana alata var. persica (Lindl.) Comes, 1899